# Metallura iracunda
El metalura de Perijá, colibrí de Perijá  o metalura iracunda (Metallura iracunda), es una especie de ave apodiforme de la familia Trochilidae (los colibríes) perteneciente al género Metallura. Es endémico de la Serranía del Perijá en la frontera entre Colombia y Venezuela.

## Distribución y hábitat
Se encuentra únicamente en la Serranía del Perijá, en el norte de Colombia y adyacente noroeste de Venezuela (cerro Pintado, cerro Tetari, cerro Tres Tetas, cerro Viruela, y probablemente en la  Sabana Rubia).
Esta especie es considerada de poco común a bastante común en sus hábitats naturales: desde terrenos abiertos arbustivos hasta bordes de selvas húmedas, en altitudes entre 2400 y 3200 m (más bajo hasta los 1850 m en Venezuela). El cerro Pintado es un ambiente kárstico único cubierto por bosques enanos, bambuzales Swallenochloa y pastizales del páramo, y aislado por acantilados verticales, el cerro Tetari es un área de areniscos con vegetación algo diferente. Forrajea entre los estratos bajo y medio, a veces más alto.

## Estado de conservación
La metalura de Perijá había sido calificado como «amenazado de extinción» por la Unión Internacional para la Conservación de la Naturaleza principalmente debido a su reducida zona de distribución; en el año 2023 fue reevaluado como «casi amenazado», con su población estimada entre 14 000 y 37 000 individuos maduros, y debido a que su territorio, a pesar de reducido, es en su mayoría inaccesible y permanece en condiciones prístinas, donde la degradación del hábitat es lenta.

## Descripción
Mide en promedio 10,2 cm de longitud. El plumaje es principalmente cobrizo con matices negruzcos en el dorso; corona verde claro fosforescente, garganta verde esmeralda brillante; cola color castaño rojizo a púrpura rojizo. 

## Sistemática

### Descripción original
La especie M. iracunda fue descrita por primera vez por el ornitólogo estdounidense Alexander Wetmore en 1946 bajo el mismo nombre científico; su localidad tipo es: «arriba de Airoca, 9,500-10,000 pies (c. 2900-3000 m), Sierra de Perijá, Magdalena, Colombia»; el holotipo, un macho adulto recolectado el 4 de mayo de 1942, se encuentra depositado en el Museo Americano de Historia Natural en Nueva York, bajo el número  USNM 372813.

### Etimología
El nombre genérico femenino «Metallura» es una combinación de las palabras del griego «metallon» que significa ‘metal’, y «oura» que significa ‘cola’; y el nombre de la especie «iracunda», proviene del latín «iracundus» que significa ‘iracundo’, ‘irascible’.

### Taxonomía
Es pariente próxima de Metallura tyrianthina pero son simpátricas. Es monotípica.